# Hôtel de ville d'Amiens
L'hôtel de ville d'Amiens est un bâtiment des XVIIIe et XIXe siècles situé dans le centre-ville d'Amiens, dans le département de la Somme. Il abrite les services politiques et administratifs de la ville d'Amiens et de la communauté d'agglomération Amiens Métropole.

## Historique

### Avant l'hôtel de ville
L'hôtel de ville d'Amiens a été construit à l'emplacement de l'amphithéâtre gallo-romain construit entre la fin du Ier et le milieu du IIe siècle. À la fin du IIIe siècle, l'amphithéâtre fut transformé en castrum.
En 1117, les bourgeois d'Amiens se constituèrent en commune. Avec le soutien de l'évêque Geoffroy et du roi de France Louis VI le Gros, ils parvinrent à faire céder le comte Enguerrand de Boves et son fils Thomas de Marle. La commune était administrée par un mayeur et des échevins.
La première maison commune était située à l'emplacement de la Malmaison. La commune se dota d'un sceau et d’armoiries.
À partir du XIVe, la commune dut composer avec le pouvoir royal qui prit une importance croissante jusqu'à la Révolution française. La commune dut faire l’acquisition d’un hôtel particulier, l’Hôtel des Cloquiers, pour y tenir les séances du conseil échevinal et y loger ses services administratifs.

### Le premier hôtel de ville
Au milieu du XVIe siècle, la Ville d'Amiens entra en possession du terrain occupé autrefois par
l’amphithéâtre gallo-romain puis le Castillon (siège du pouvoir comtal jusqu'à la création de la commune). Elle y fit bâtir un hôtel de ville.
De ce premier hôtel de ville, construit entre 1551 et 1600, il nous reste une gravure de Le Soing (1704) représentant la façade en brique et pierre avec son décor de pilastres, de fronton, de trophées et d'armoiries royales et municipales.
En 1756, la municipalité confia aux architectes Pierre-Louis Beffara et Jean-Jacques Jumel-Riquier le soin d'édifier un nouvel hôtel de ville pour pallier les insuffisances de l'ancien. La façade principale regardait la place au Fil et le Beffroi.

### L'hôtel de ville actuel
Au milieu du XIXe siècle, en raison de la croissance démographique, l'agrandissement de l’hôtel de ville fut décidé (délibération du 13 novembre 1852). Il y eut plusieurs campagnes de travaux. De 1856 à 1886, le plan originel de Louis Henry Antoine, architecte de la ville d'Amiens ayant été modifié, Louis-Victor Amédée Vigreux, Victor Baltard et Louis Leullier participèrent également aux travaux. les deux ailes et les deux pavillons à chaque extrémité. L’entrée principale fut désormais placée sur la façade sud donnant sur la cour d'honneur fermée par une grille. La construction de ces deux ailes entraîna la destruction de vestiges de l'amphithéâtre gallo-romain.
Pendant la Première Guerre mondiale, l'hôtel de ville fut touché par des bombardements allemands : le 12 avril 1918, le 2e étage de l'aile, le 16 avril, un obus allemand tombant dans la cour d'honneur pulvérisa les vitres ; le lendemain un obus tomba au pied de l'aile droite ; le 22 avril, c'est la façade de l'aile droite qui fut touchée.
En 1992, les grilles furent démontées et remontées à l'entrée du parc de la Hotoie.

## Description

### Extérieur
L'édifice a été conçu sur un plan en « U » et construit en brique et pierre. Le bâtiment central comporte un étage de soubassement au rez-de-chaussée, une galerie en pierre au premier étage et un second étage en brique. L'encadrement des fenêtres cintrées fut réalisé en bossage de pierre. L'élévation est rythmée par des pilastres jumelés et des frises sculptées.
La façade donnant sur le beffroi s'élève sur deux niveaux. Construite en pierre blanche, elle est de style néoclassique. La toiture en ardoise est percée de lucarnes. Celles du milieu sont réunies par le blason de la ville sculpté dans la pierre.

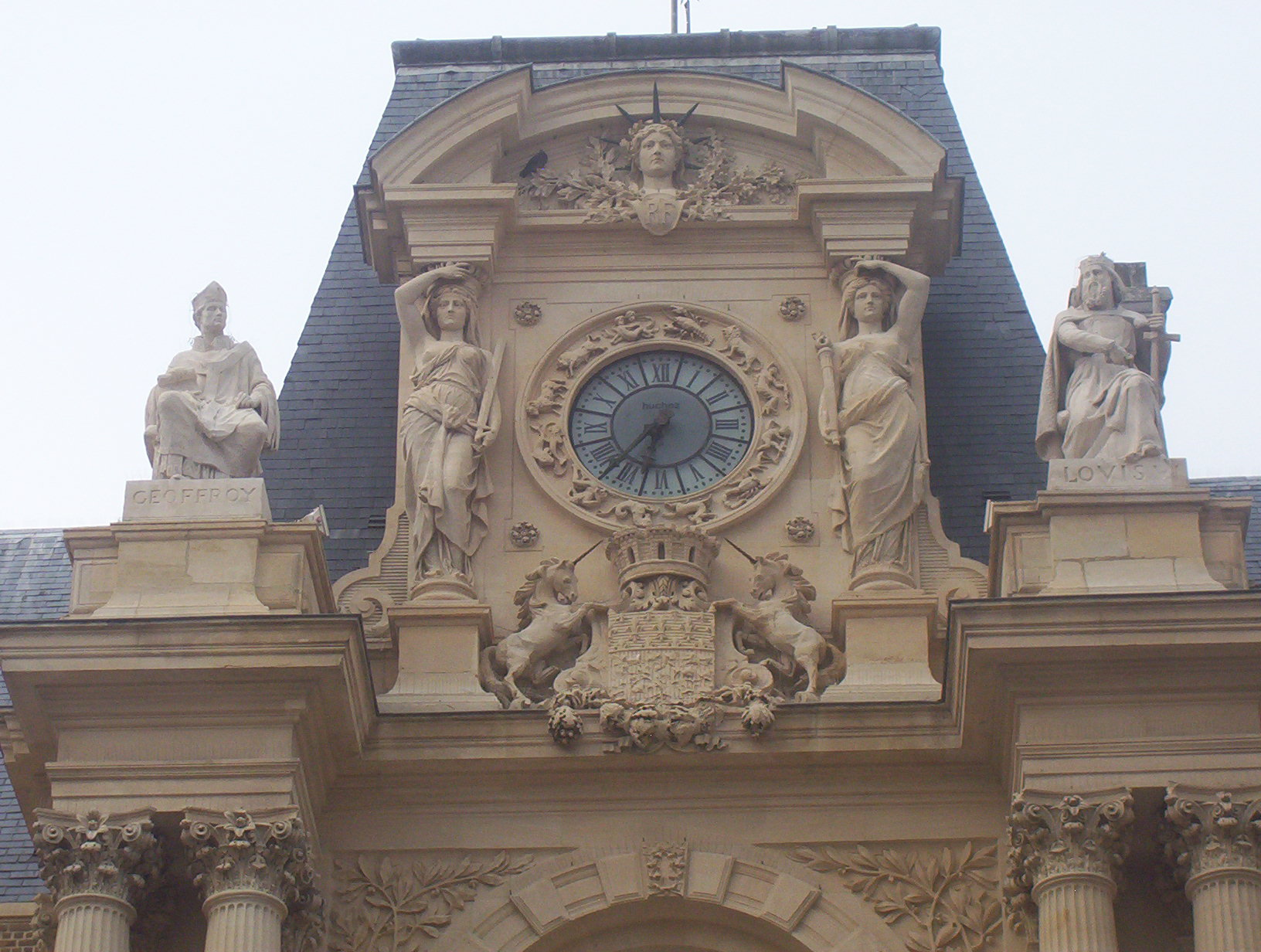
Le fronton de l'entrée.

La façade principale donne sur la cour d'honneur où alternent la pierre et la brique. L'entrée est marquée par un pavillon légèrement en saillie, on y accède par un escalier d'une dizaine de marches. À l'étage, une galerie donne accès aux salles de réception. le frontispice est encadré par les quatre statues en pied de la galerie : aux extrémités, deux échevins qui tentèrent de résister aux Espagnols lors de la prise d’Amiens en 1597, François de Blayries (à gauche) sculptée par Justin-Chrysostome Sanson et Simon Le Mattre (à droite) sculptée par Jules Printemps ; au centre, Charles-Florimond Le Roux, dernier maire de l'Ancien Régime et député du tiers état aux états généraux de 1789 (à gauche), sculptée par Émile-François Chatrousse et Antoine Clabaut, mayeur du XVe siècle (à droite), œuvre de Frédéric-Étienne Leroux. Dans les combles a été installée une horloge montée en lucarne soutenue par les armes de la ville sculptées dans la pierre. Elle est entourée de part et d'autre par deux cariatides, représentant la force et la vigilance. Au fronton, une allégorie de la République a été sculptée. De part et d’autre de l'horloge, surmontant des colonnes doubles, sont disposées les statues de ceux qui ont permis la naissance de la Commune : l'évêque Geoffroy, à gauche, tenant en main la charte communale ; le roi Louis VI, à droite, brisant les chaînes de l’oppression ; toutes ces statues sont l'œuvre d'Athanase Fossé.
Au fronton des pavillons latéraux sont sculptées des allégories de L’Industrie et La Science vis-à-vis de L’Histoire et des Beaux-Arts. Le fronton de l’aile gauche est l'œuvre de Louis Duthoit, et le fronton de l'aile gauche est celle d'Athanase Fossé.

### Intérieur

#### Premier étage
Le seuil de la porte du bâtiment central est pavé d’une mosaïque représentant les armoiries de la ville d’Amiens. Il ouvre sur une galerie qui relie les deux ailes. Sur douze plaques de marbre posées en 1893 sont inscrits les noms des mayeurs puis des maires de la ville depuis le premier connu jusqu'au maire actuel. Ce couloir donne accès à la salle des assemblées et à la salle des mariages avec ses lambris de chêne de style rocaille du XVIIe siècle et sa cheminée de marbre rouge datant probablement du XVIIIe siècle. Le plafond est décoré d'une vaste composition peinte en 1907 par Louis Dumoulin, représentant des mariés vêtus à l'antique.
Dans l’angle nord-est de l’hôtel de ville se trouve l'escalier conçu par l’architecte lilloise Nathalie T’Kint, en métal et en verre dépoli dont la gravure évoque la charte communale.

#### Deuxième étage

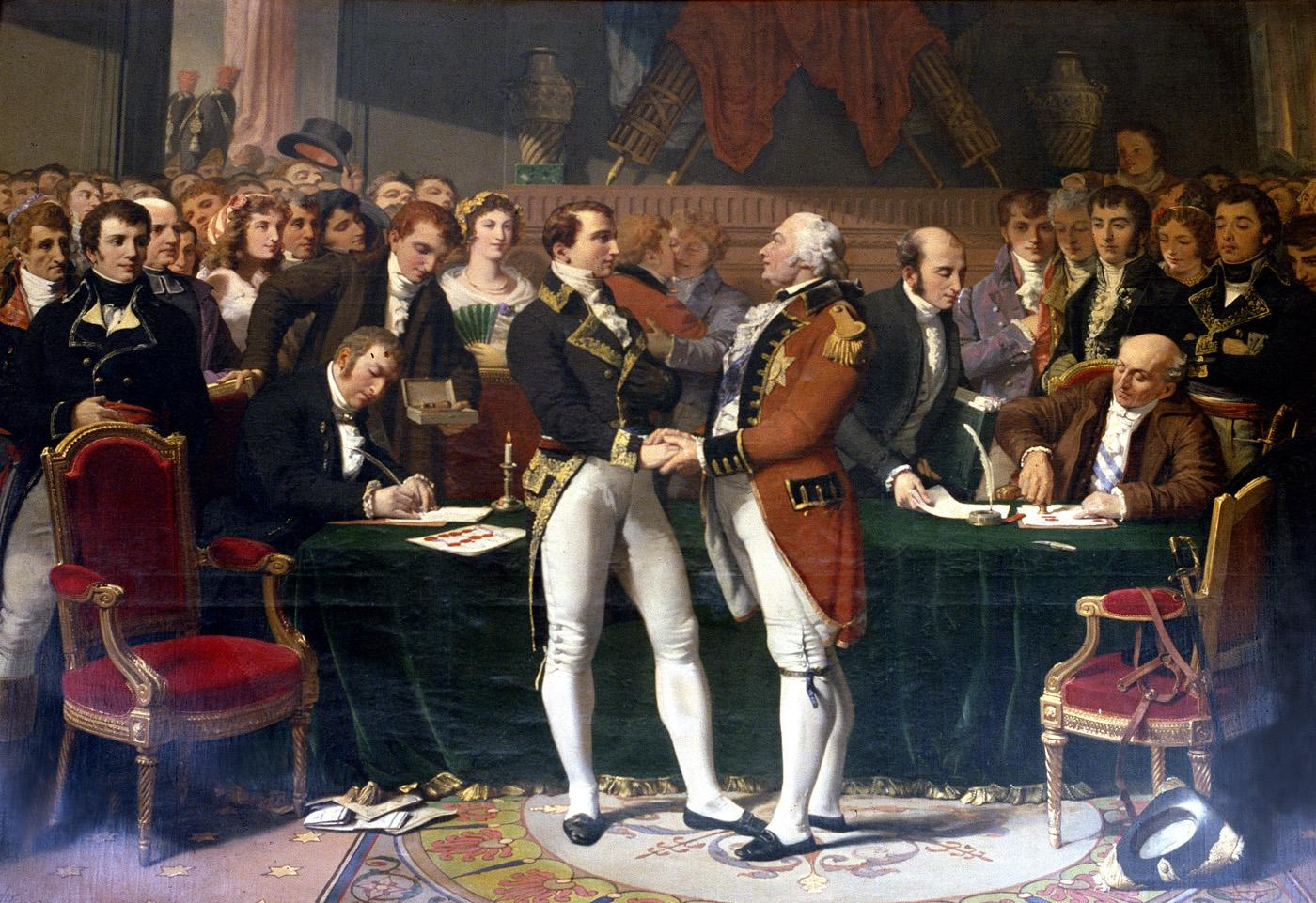
Jules-Claude Ziegler, La Paix d'Amiens (1853).

Au deuxième niveau se trouvent les salons de réception desservis également par une galerie extérieure donnant sur la cour d'honneur :
- la salle du congrès, où fut signée en 1802 la paix d'Amiens, est décorée de lambris et du tableau de Jules Ziegler qui représente l'événement ;
- la salle des fêtes, ou salle des audiences, ou encore salle des loteries, car c’est là qu’en 1853 et 1854 furent organisées deux loteries destinées à financer la construction du musée de Picardie, initiée par la Société des antiquaires de Picardie. Les murs sont décorés de tableaux : quatre natures mortes et quatre paysages et d'un carton de tapisserie de François Boucher, représentant Vénus et Vulcain qui fait face à une toile de Victor-Ferdinand Bourgeois représentant une allégorie de la Somme et l'activité économique d'Amiens au XIXe siècle, peinte en 1897 ;
- le salon Jules Verne rappelle le rôle de l'écrivain lorsqu'il était conseiller municipal[7].